# Старший лейтенант государственной безопасности

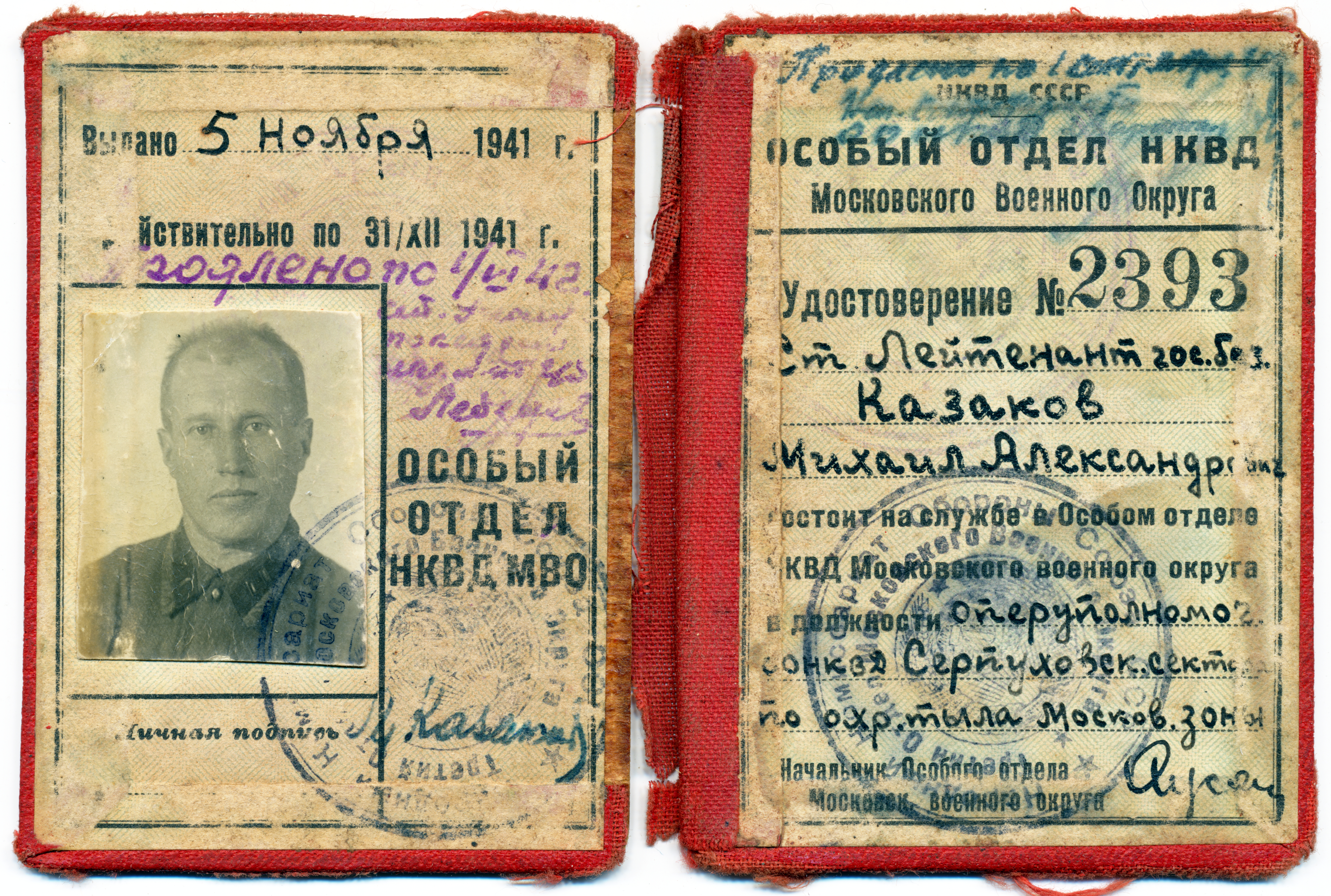
Удостоверение старшего лейтенанта госбезопасности (1941 год).

Ста́рший лейтена́нт госуда́рственной безопа́сности — специальное звание сотрудников начальствующего состава НКВД и НКГБ СССР в период 1935—1945 годов (кроме военнослужащих войск НКВД и сотрудников Рабоче-крестьянской милиции НКВД СССР). Нижестоящее специальное звание — лейтенант государственной безопасности, следующее по рангу — капитан государственной безопасности.
Специальное звание старший лейтенант государственной безопасности (2 прямоугольника [т. н. «шпалы»] в петлицах образца 1937—1943 годов) в данный период условно соответствовало воинскому званию  майор РККА, после 1943 года — условно соответствовало воинскому званию старший лейтенант.

## История звания
Специальное звание старший лейтенант государственной безопасности было введено Постановлениями ЦИК СССР № 20 и СНК СССР № 2256 от 7 октября 1935 года, объявленных Приказом НКВД СССР № 319 от 10 октября 1935 года для начальствующего состава ГУГБ НКВД СССР.
Указом Президиума ВС СССР от 9 февраля 1943 года, вводившим специальные звания сотрудников органов НКВД сходные с общевойсковыми, звание старший лейтенант государственной безопасности было переведено в категорию специальных званий среднего начальствующего состава, и условно приравнено к воинскому званию старший лейтенант РККА (до этого оно условно соответствовало воинскому званию старшего командного состава РККА — майор).
Указом Президиума ВС СССР от 6 июля 1945 года, вводившим воинские звания для сотрудников органов НКВД и НКГБ СССР аналогичные общевойсковым, звание старший лейтенант государственной безопасности было упразднено.

## Персоналии
- Алмазов, Завен Арменакович

- Барковский, Александр Николаевич
- Белкин, Наум Маркович

- Вайнштейн, Мориц Иосифович

- Горянов-Горный, Анатолий Георгиевич
- Губин, Сергей Антонович

- Дудин, Пётр Маркович
- Дуппор, Жан Георгиевич

- Зибрак, Эмиль Александрович

- Ильк, Бертольд Карлович

- Лерман, Иосиф Рафаилович

- Нагорный, Иван Григорьевич
- Нарейко, Евгений Терентьевич
- Носырев, Даниил Павлович

- Поликарпов, Александр Романович

- Райхман, Леонид Фёдорович
- Раскова, Марина Михайловна

- Уманский, Михаил Васильевич

- Чунтонов, Михаил Митрофанович